# DMF13系エンジン (2代)
DMF13系エンジン（2代）は、日本国有鉄道（国鉄）・JRグループ・民鉄（私鉄）・第三セクター鉄道などの気動車に広く搭載されるディーゼルエンジンである。
元は新潟鐵工所（現・IHI原動機）が開発した船舶用高速エンジンであったものを鉄道車両用に設計変更したものであり、設計・開発に関わるコストが抑えられている。また、基本設計が旧いDMH17系に対してはもちろん、キハ40系等で採用されたDMF15系と比べても、小型軽量で高出力、冷間時の始動性にも優れたものとなっている。
日本国内向け気動車用エンジンの技術が停滞している間に、燃料直接噴射などディーゼルエンジン自体の技術は著しく向上しており、また国鉄改革の機運も本エンジンの採用を後押しした。国鉄が初採用した直噴式エンジンであり、民鉄向けの6L13AS・6L13HSエンジンは本系列エンジンと同型である。その後、気動車用エンジンの主流の一つとして、カミンズ製NTA855系またはN14-R系（DMF14HZ系）やコマツ製SA6D125系（DMF11HZ系）などとともに、さまざまな気動車に搭載されている。
2017年（平成29年）4月現在、この系列のエンジンでもっとも高出力で使われているのは、北海道旅客鉄道（JR北海道）のキハ261系気動車に搭載されているN-DMF13HZHとN-DMF13HZJ、キハ183系機器更新車に搭載されているN-DMF13HZKで、共にインタークーラーを装備し460 psを発揮する。
JR北海道の気動車に搭載されているものは、細かな仕様の違いにより末尾のアルファベットが決められており、メーカーとJR北海道では形式呼称と仕様が異なる場合がある。

## 開発経緯

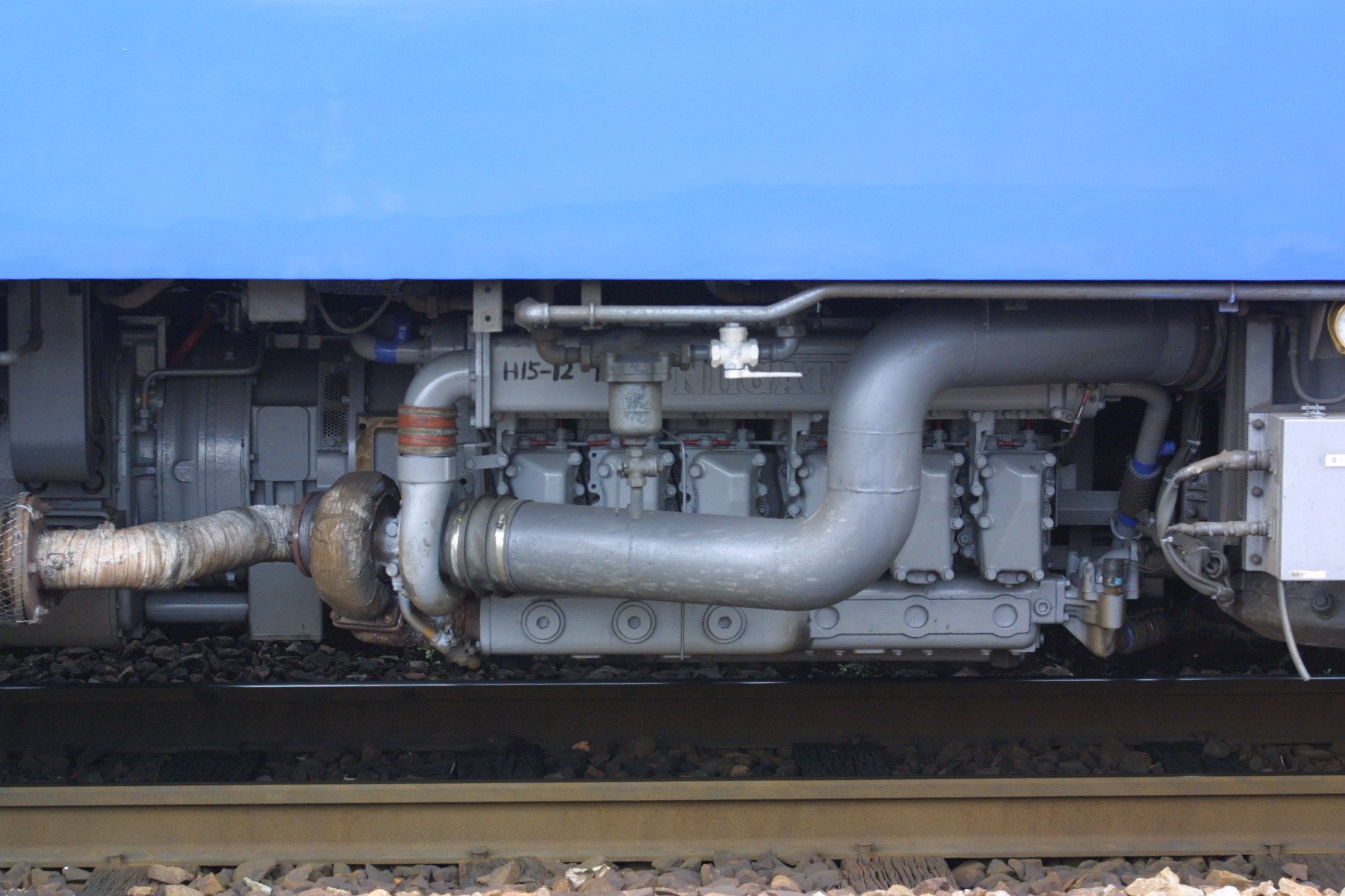
キハ66形は車両更新でDMF13HZAエンジンに換装された

1983年（昭和58年）、日本国有鉄道（国鉄）はローカル線用気動車の置き換えを図るべく、大柄で頑丈な車体に低出力かつ旧弊な副燃焼室式のDMF15系エンジンを搭載したことで鈍重との不評を買ったキハ40系の経験を踏まえ、新形気動車キハ37形を試作の目的で新造した。その際、省エネルギー・高効率化を目指して採用されたのが、船舶用の直列6気筒縦形（直立シリンダー形）直噴式ディーゼルエンジンを車載用に改設計した新潟鐵工所製6L13ASエンジンである。
このエンジンは国鉄への制式採用に際し、当時の国鉄のエンジン形式命名ルールに従って「ディーゼル原動機、6気筒、排気量13リットル、過給器装備」から「DMF13S」の呼称を与えられた。
初の搭載車となったキハ37形は国鉄の投資抑制と、就役直後に始まった地方交通線の相次ぐ廃止・転換により、僅か5両の製造で終わったが、この時期は第三セクター鉄道用気動車の草創期と重なり、これと同形のエンジンはメーカー形式6L13ASとして、三陸鉄道36-100形・36-200形、神岡鉄道KM-100形・KM-150形、鹿島臨海鉄道6000形・7000形で採用された。
さらにその後、縦形から横形（水平シリンダー形）のDMF13HSに改設計され、分割民営化直前に製作された各形式に採用された。その後もインタークーラーの付加や噴射ポンプの電気制御化、排気量の若干の増積、電子制御装置の付加、燃焼室の改良や排気対策などが繰り返され、JRグループの新造車に限らず、民鉄・第三セクター鉄道用の車両にも用いられている。

## 諸元

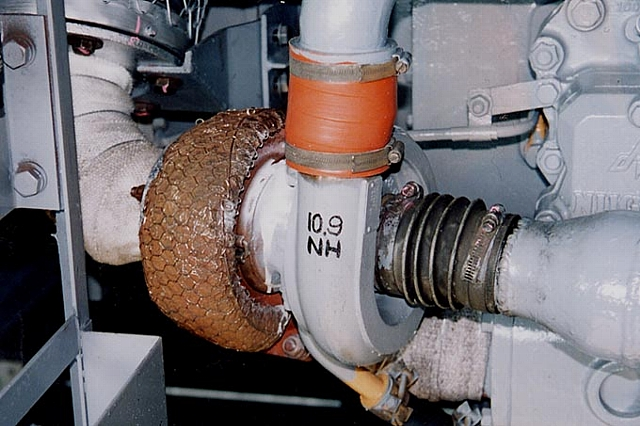
国鉄キハ183系気動車のDMF13HZ形エンジンに装着されているターボチャージャー

- 水冷直列6気筒OHV4ストロークターボチャージャー付きディーゼルエンジン
- 「H」は横形（水平シリンダー形）[注釈 7]、「S」は過給器付き[注釈 8]、「Z」はインタークーラー（中間冷却器）付きを表す。以降、改良順に「A」から区別記号が付記される。
- 「-G」が付く形式はサービス電源[注釈 9]用で、組み合わされる発電機は、DM82形が180 kVA、DM93形が210 kVA。
- 組み合わされる液体変速機は、主要なものを掲載

| メーカーによる呼称       | DMF13S             | DMF13HS                             | DMF13HS-G          | DMF13Z             | DMF13HZ                         | DMF13HZ-G          | DMF13HZA                  | DMF13HZB           | N-DMF13HZB         |
| ------------------------ | ------------------ | ----------------------------------- | ------------------ | ------------------ | ------------------------------- | ------------------ | ------------------------- | ------------------ | ------------------ |
| 方式                     | 直噴式             | 直噴式                              | 直噴式             | 直噴式             | 直噴式                          | 直噴式             | 直噴式                    | 直噴式             | 直噴式             |
| シリンダ形状             | 縦形直列           | 横形直列                            | 横形直列           | 縦形直列           | 横形直列                        | 横形直列           | 横形直列                  | 横形直列           | 横形直列           |
| シリンダ数               | 6                  | 6                                   | 6                  | 6                  | 6                               | 6                  | 6                         | 6                  | 6                  |
| シリンダ径×行程 (mm)     | 130×160            | 130×160                             | 130×160            | 130×160            | 130×160                         | 130×160            | 132.9×160                 | 132.9×160          | 132.9×160          |
| 過給方式                 | ターボチャージャー | ターボチャージャー                  | ターボチャージャー | ターボチャージャー | ターボチャージャー              | ターボチャージャー | ターボチャージャー        | ターボチャージャー | ターボチャージャー |
| インタークーラーの装備   | なし               | なし                                | なし               | あり               | あり                            | あり               | あり                      | あり               | あり               |
| 排気量 (l)               | 12.7               | 12.7                                | 12.7               | 12.7               | 12.7                            | 12.7               | 13.3                      | 13.3               | 13.3               |
| 連続定格出力 (PS / rpm)  | 210 / 2000         | 250 / 2000                          | 230 / 1800         | 330 / 2000         | 330 / 2000                      | 300 / 1800         | 450 / 2000 （460 / 2100） | 530 / 2000         | 460 / 2100         |
| 組み合わされる液体変速機 | DF115 TC2          | DF115 TC2 DW13 新潟TACNコンバーター | N/A                |                    | DW13A DW14 新潟TACNコンバーター | N/A                | DW14 N-DW16 N-DW40 R-DW4  | N/A                | N/A                |
| 組み合わされる発電機     | N/A                | N/A                                 | DM82               | N/A                | N/A                             | DM93               | N/A                       | N/A                | N/A                |
| 全長 (mm)                | 1574               | 1432                                |                    | 1635               | 1432                            |                    | 1432                      | 1432               | N/A                |
| 全幅 (mm)                | 956                | 1374                                |                    | 1010               | 1374                            |                    | 1416                      | 1416               | N/A                |
| 全高 (mm)                | 1009               | 723                                 |                    | 1290               | 723                             |                    | 742                       | 742                | N/A                |
| 重量 (kg)                | 1350               | 1280                                |                    | 1390               | 1310                            |                    | 1410                      | 1450               | N/A                |

## 主な搭載車種

### 国鉄→JRグループ
DMF13S
国鉄キハ37形気動車（←全車両廃車に伴い形式消滅、 水島臨海鉄道に移籍）
DMF13HS
JR九州キハ31形気動車（←全車両廃車に伴い形式消滅）
JR四国キハ32形気動車
JR西日本キハ33形気動車（←全車両廃車に伴い形式消滅）
JR東日本キハ38形気動車（←全車両廃車に伴い形式消滅、水島臨海鉄道に移籍）
JR四国・北海道キハ54形気動車
JR北海道キハ130形気動車（←全車両廃車に伴い形式消滅）
JR北海道キハ141系気動車
JR北海道キハ183系気動車
JR九州キハ183系気動車
JR四国・九州キハ185系気動車
DMF13HZ
JR北海道キハ183系気動車（550番台）
JR東日本キハ100系気動車
JR九州キハ125形気動車
JR北海道キハ40形気動車（改造によりDMF15系から換装）
DMF13HZA
JR九州キハ72系気動車
JR東日本キハ110系気動車
JR九州キハ200系気動車
JR九州キハ66系気動車（←DML30系から換装※既に引退済み）
JR九州キハ40系気動車（←DMF15系から換装）
DMF13HZB
JR北海道キハ40形気動車（改造によりDMF15系から換装）
- 300番台・350番台（N-DMF13HZB）

DMF13HZC
JR北海道キハ183系気動車200番台（420ps/2,000rpm）
ノースレインボーエクスプレス（420ps/2,000rpm）
DMF13HZD
JR北海道キハ143形気動車（N-DMF13HZD）
JR北海道キハ40形気動車（改造によりDMF15系から換装）
- 400番台（N-DMF13HZD）

DMF13HZE
JR北海道キハ201系気動車（N-DMF13HZE）
DMF13HZF
JR北海道キハ160形気動車
DMF13HZG
DMF13HZH
JR北海道キハ261系気動車（基本番台）（N-DMF13HZH：460 ps/2,100 rpmに改良）
JR北海道キハ261系気動車（1000番台）（N-DMF13HZJ：N-DMF13HZHを、排気ガス低減対策のため燃焼室の構造を変更。460 ps/2,100 rpmに改良）
DMF13HZI
JR北海道キハ40形気動車（改造によりDMF15系から換装）
- 1700番台（N-DMF13HZI）

DMF13HZK
JR北海道キハ183系気動車（N-DMF13HZK：←機器更新車。460 ps/2,100 rpmに改良）
DMF13Z-G
JR東日本・北海道マニ24形500番台

### 私鉄・第三セクター鉄道

#### 私鉄
DMF13HZ
津軽鉄道津軽21形気動車
関東鉄道キハ2000形気動車
関東鉄道キハ2100形気動車
関東鉄道キハ2200形気動車
関東鉄道キハ2300形気動車
関東鉄道キハ2400形気動車
島原鉄道キハ2500・2550形気動車

#### 第三セクター鉄道
DMF13S
鹿島臨海鉄道6000形気動車
DMF13HS
三陸鉄道36-300形気動車(←2006年ミャンマー国鉄売却に伴い形式消滅)
三陸鉄道36-400形気動車(←2004年、2006年各車両廃車に伴い形式消滅)
北海道ちほく高原鉄道CR70・75形気動車（←2006年廃線に伴い廃車）
山形鉄道YR-880形気動車
若桜鉄道WT2500形気動車
土佐くろしお鉄道TKT-8000形気動車（TKT-8001 - 8005）
阿佐海岸鉄道ASA-100形・ASA-200形気動車
高千穂鉄道TR-100・TR-200形気動車
高千穂鉄道TR-300形気動車
くま川鉄道KT100・KT200形気動車
くま川鉄道KT31形気動車（←JR九州キハ31形気動車キハ31 20）
DMF13HZ
三陸鉄道36-100形気動車
三陸鉄道36-200形気動車
三陸鉄道36-700形気動車
三陸鉄道36-R形気動車(←元三陸鉄道36-600形気動車)
三陸鉄道36-Z形気動車
三陸鉄道36-500形気動車(←2009年廃車に伴い形式消滅)
三陸鉄道36-1100形気動車(←2009年36-1106はミャンマー国鉄に売却・2013年度残る全車両廃車に伴い形式消滅)
三陸鉄道36-1200形気動車(←2009年ミャンマー国鉄売却に伴い形式消滅)
三陸鉄道36-2100形気動車(←2016年引退・新潟トランシスへ輸送され車籍抹消に伴い形式消滅)
由利高原鉄道YR-1500形気動車（←由利高原鉄道YR-1000形気動車）
由利高原鉄道YR-2000形気動車
ひたちなか海浜鉄道キハ3710・37100形気動車（←旧茨城交通キハ3710・37100形気動車）
鹿島臨海鉄道8000形気動車
若桜鉄道WT3000形気動車（←若桜鉄道WT2500形気動車）
若桜鉄道WT3300形気動車
錦川鉄道NT3000形気動車
水島臨海鉄道MRT300形気動車
土佐くろしお鉄道TKT-8000形気動車（TKT-8011、8012、8021）
高千穂鉄道TR-400形気動車
肥薩おれんじ鉄道HSOR-100・150形気動車